# Кайзер, Рольф-Ульрих
Рольф-Ульрих Кайзер (нем. Rolf-Ulrich Kaiser, 18 июня 1943 года, Букков, Бранденбург) — немецкий писатель и музыкальный продюсер. Наиболее известен как основатель звукозаписывающих лейблов Ohr, Pilz и Cosmic Couriers. Эти лейблы выпустили многие из самых ранних альбомов краут-рока в начале 1970-х, и Кайзера часто называют ключевой фигурой в развитии жанра.

## Биография
Рольф-Ульрих Кайзер родился в Буккове, Бранденбург. Его ранний интерес был сосредоточен на фолк-музыке, и он присоединился к сотрудникам журнала Song. В 1967 году он опубликовал книгу о международной фолк-сцене, включающую интервью с Питом Сигером, Джоан Баэз и другими. Он был главным организатором «Международных Дней Песни в Эссене» в сентябре 1968 года, на котором были представлены такие группы и музыканты, как Amon Düül, Floh de Cologne, Guru Guru, Tangerine Dream, Франц Йозеф Дегенхардт, The Fugs, Петер Брётцманн, Джули Феликс, Джули Дрисколл и Брайан Аугер, и впервые в Германии Фрэнк Заппа. В период с 1968 по 1972 год Кайзер опубликовал множество книг о рок-музыке для немецкого рынка.
В 1969 году Кайзер основал звукозаписывающий лейбл Ohr (с нем. — «Ухо»), посвящённый андеграундной немецкой рок-сцене, который стал одним из самых важных лейблов для краутрока и немецкого прогрессивного рока. Ohr выпустил альбомы Floh de Cologne, Tangerine Dream, Ash Ra Tempel, Клауса Шульце, Guru Guru, Amon Düül, Embryo, Witthuser & Westrupp, Birth Control, Hoelderlin и других. Благодаря его успеху, в 1971 году BASF предложила финансировать другой лейбл звукозаписи Кайзера, который получил название Pilz ("Гриб"). Pilz выпустили ещё больше "космического фолка" от Popol Vuh, Grinder, Wallenstein и Witthuser & Westrupp.
В 1972 году Кайзер и его подруга Герлинда "Гилле" Леттманн посетили Тимоти Лири в его швейцарском изгнании и под его влиянием стали восторженными сторонниками употребления ЛСД. Во время одного визита в Швейцарию Лири записал альбом с участниками Ash Ra Tempel, позже выпущенный в виде альбома Seven Up на третьем лейбле звукозаписи Кайзера Kosmische Kuriere ("Cosmic Couriers", "Космические Курьеры") – название, вдохновлённое представлением Лири о себе как о космическом посланнике пользы ЛСД. Отчасти в результате участившихся экспериментов Кайзера с ЛСД, сотрудники A&R Бруно Вендель и Гюнтер Кербер покинули Ohr в 1972 году и основали Brain Records, вскоре подписав контракты со многими бывшими артистами Ohr.
Кайзер продолжал выпускать альбомы Вальтера Вегмюллера и Сергиуса Головина, но попал в беду, когда начал выпускать альбомы под названием The Cosmic Jokers, супергруппы, состоящей из артистов, которые даже не осознавали, что участвуют в каком-то проекте: Кайзер записал неофициальные джемы различных артистов и выпустил их под названием The Cosmic Jokers без их ведома. Пострадавшие музыканты — и в частности Клаус Шульце — были далеко не впечатлены выпуском Кайзера этого материала и подали в суд. Wallenstein обвинили его в невыплате авторских гонораров, в то время как Tangerine Dream и Hoelderlin настороженно относились к его близости с Лири. В результате этого и негативного внимания прессы контракты Кайзера с его группами были аннулированы немецкими судами, что положило конец лейблу Cosmic Couriers. Последним альбомом, который он выпустил, был «Einsjäger und Siebenjäger» группы Popol Vuh в 1974 году.
Кайзер и Леттман немедленно полностью скрылись от глаз общественности. В 1980-х годах лейбл ZYX Music переиздал многие из этих названий на компакт-дисках, используя прямые контракты с артистами. Кайзер предпринял несколько попыток претендовать на долю авторских отчислений от этих переизданий, но это было быстро отклонено. Из-за сохраняющейся привлекательности выпущенных им альбомов Кайзер и Леттманн регулярно становились объектами журналистских расследований, направленных на отслеживание их последующей деятельности, но всё без особого успеха.